# مقاطعة سانت مارتن (لويزيانا)
مقاطعة سانت مارتن (بالإنجليزية: St. Martin Parish, Louisiana)‏ هي إحدى مقاطعات ولاية لويزيانا في الولايات المتحدة. تأسست سنة 1868، وتبلغ مساحتها 2115 كم2، بلغ عدد سكانها 52160 نسمة في عام 2010 حسب إحصاء مكتب تعداد الولايات المتحدة وتصل الكثافة السكانية فيها 25 نسمة/كم2.

## أعلام
- كالفين بوريل
- مايمي دي مينا

## وصلات خارجية
- www.stmartinparish-la.org
- United States Counties